# George Childress
Pour les articles homonymes, voir Childress.
George Campbell Childress (8 janvier 1804 - 6 octobre 1841) est un avocat, une personnalité politique et l'un des rédacteurs de la déclaration d'indépendance du Texas. Le comté de Childress et la ville de Childress, au Texas, sont baptisés en sa mémoire.

## Biographie
George Campbell Childress, naît le 8 janvier 1804 à Nashville dans le Tennessee. Il est le fils de John Campbell Childress et Elizabeth Robertson Childress. Il est diplômé, en 1826, de la Davidson Academy (en). Deux ans plus tard, il est admis au barreau du Tennessee. George C. Childress étudie le droit pendant deux ans. Il devient rédacteur en chef du Nashville Banner, poste qu'il conservé pendant 10 ans.

## Texas
Après avoir passé un certain temps à collecter des fonds et à rechercher des volontaires du Tennessee pour l'armée texane (en), George Childress part définitivement pour le Texas. Il arrive à la rivière Rouge, au Texas, le 13 décembre 1835, puis traverse illégalement la rivière Rouge pour entrer au Mexique, en violation de la loi du 6 avril 1830 (en),.
Il atteint la colonie de Robertson (en), au Texas mexicain, le 9 janvier 1836. Le mois de février suivant, lui et son oncle, Sterling C. Robertson (en), sont élus pour représenter la municipalité de Milam (anciennement connue sous le nom de Viesca) à la Convention de 1836. George Childress rappelle la convention à l'ordre et présente ensuite une résolution autorisant un comité de cinq membres à rédiger une déclaration d'indépendance. Lors de l'adoption de la résolution, il est nommé président du comité par Richard Ellis (en). Les autres membres du comité sont Edward Conrad, James Fannin, Bailey Hardeman (en) et Collin McKinney. Le comité termine la rédaction de la déclaration d'indépendance, en une seule journée, ce qui amène plusieurs personnes à croire que George Childress s'était présenté à la convention avec un projet déjà préparé. À ce titre, George Childress est presque universellement reconnu comme l'auteur principal du document et un article de journal pour le mémorial de son frère Wyatt déclare que George l'a écrit dans l'atelier de forgeron de son frère.
La convention approuve le document, le 2 mars 1836. Le document s'inspire étroitement de la déclaration d'indépendance des États-Unis, d'où la plupart des signataires s'étaient retirés, souvent illégalement. Bien que le document soit daté du 2 mars, la signature effective a lieu le 3 mars, après que des erreurs aient été découvertes lors de sa lecture. Le 19 mars 1836, George Childress et Robert Hamilton sont envoyés aux États-Unis pour faire reconnaître la nouvelle république du Texas. Ils sont remplacés, par la suite, par James Collinsworth et Peter W. Grayson.

## Vie personnelle
Le 12 juin 1828, il épouse Margaret Vance. Sept ans plus tard, elle donne naissance à un fils, qui meurt de complications quelques mois plus tard.
Le 12 décembre 1836, George Childress se marie avec Rebecca Stuart Read Jennings. De cette union naissent deux filles.

## Mort et postérité
Désespéré par la perte de son cabinet d'avocat, le 6 octobre 1841, alors qu'il vit à Galveston, George Childress se suicide en s'ouvrant l'abdomen, avec un couteau.
Le comté de Childress et la ville de Childress, au Texas, sont baptisés à sa mémoire.
En 1936, lors des célébrations des cent ans de l'indépendance du Texas, une statue de George Childress est érigée à Washington-on-the-Brazos.

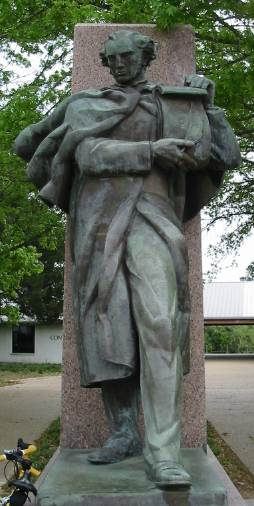
Statue de George Childress à Washington-on-the-Brazos.

### Source de la traduction
- (en) Cet article est partiellement ou en totalité issu de l’article de Wikipédia en anglais intitulé « George Childress » (voir la liste des auteurs).